# 라비니아 메이여르
라비니아 메이여르(네덜란드어: Lavinia Meijer, 1983년 2월 12일~)는 네덜란드의 하프 연주자이다.